# A Plea for Purging
A Plea for Purging ist eine US-amerikanische christliche Metalcore-Band aus Nashville, Tennessee.

## Geschichte
Die Band wurde 2005 in Murfreesboro gegründet und gab schon im ersten Jahr des Bestehens etwa 200 Konzerte. Der Name der Band bedeutet „Ein Appell zum Säubern“. In den Liedtexten geht es um ihre Wahrnehmung des modernen, amerikanischem Christentums und um Anbetung. In einem Interview beschrieb der Sänger Andy Atkins das Ziel der Band Gott die Ehre zu geben („Our goal is to give glory to God, call that a ‚Christian‘ band or not, that’s our goal.“). Die Band veröffentlichte bisher zwei Musikvideos, „Malevolence“ und „Shiver“.

## Diskografie
- 2006: A Plea for Purging (EP)
- 2007: Quick Is the Word; Steady Is the Action (EP)
- 2007: A Critique of Mind and Thought
- 2009: Depravity
- 2010: The Marriage of Heaven and Hell
- 2011: The Life and Death of A Plea for Purging